# サッカーアルジェリア代表
サッカーアルジェリア代表（サッカーアルジェリアだいひょう）は、アルジェリアサッカー連盟（FAF）によって構成される、アルジェリアのサッカーのナショナルチームである。
ホームスタジアムは、首都アルジェにある1962年7月5日スタジアムと、ブリダにあるスタッド・ムスタファ・チャケ。

## 歴史

### 1950年代 - 1980年代
初めてアルジェリアの代表チームが結成されたのは1957年だが、国際Aマッチと認められる試合に出たのは1963年1月（アルジェリア民主人民共和国独立の6か月後）の事である。1958年から1962年の間は、サッカーアルジェリア民族解放戦線代表がアルジェリアの旧宗主国であるフランス本土で活動しており、フランス政府によりアルジェリア代表としての活動を禁じられていたこともある。
1982年と1986年のFIFAワールドカップに連続出場を果たした経験がある。1982年スペイン大会では1次リーグ初戦で西ドイツ代表を破る番狂わせを起こしたが、最終戦で西ドイツとオーストリアの談合試合により3チームとも2勝1敗で並び、アルジェリアも得失点差で及ばず1次リーグで敗退となった（ヒホンの恥）。

### 2010年代 - 2020年代
アルジェリアは1986年メキシコW杯の出場を最後に遠ざかっていたが、2010年南アフリカW杯に24年ぶりに出場した。初戦のスロベニア戦ではアブデルカデル・ゲザルの退場やGKのファウジ・シャウシのファンブルなどで0-1で落としたが、第2戦のイングランド戦ではスコアレスドローで突破の可能性を残した。最終戦のアメリカ戦では、ライス・エンボリのスーパーセーブなどでスコアレスドローのまま後半のロスタイムを迎えた。だが、アメリカのランドン・ドノバンからゴールを決められ0-1で敗戦し、アルジェリアの決勝トーナメント進出はならなかった。
2014年ブラジル大会ではアフリカ最終予選でブルキナファソをアウェーゴールの差で振り切り、2010年に続く連続出場を果たした。本大会ではグループHに入り、初戦のベルギー戦では1-2で敗れたが、第2戦の韓国戦では4-2で勝利した。最終戦のロシア戦では開始早々に先制される厳しい展開ながらも後半に同点ゴールを決めると、その後もロシアの猛攻を耐え切り引き分けに持ち込み、グループ2位で初のベスト16進出を果たした。ラウンドオブ16ではドイツと対戦、延長戦の末敗れてベスト16で敗退したものの、最後まで本大会で優勝したドイツを追い詰める健闘ぶりを見せた。
2018年ロシア大会ではアフリカ最終予選においてグループB最下位で予選敗退した他、2022年カタール大会ではアフリカ最終予選でカメルーンと対戦し、アウェーで行われた第1戦は1-0で勝利したが、ホームで行われた第2戦ではカメルーンに先制され、延長戦に突入。118分にトゥーバが決めて2大会ぶりのワールドカップ進出が目前となったが、120+4分にエガンビに決められて、アウェーゴールの差で敗退した。
地元開催だった1990年のアフリカネイションズカップで優勝した事はあるが、2019年にエジプトで開催されたアフリカネイションズカップ2019でリヤド・マフレズなどの活躍もあり29年ぶり2回目の優勝を果たした。しかし次のアフリカネイションズカップ2021ではグループステージ3試合で1得点、勝ち点1のみの最下位で敗退した。しかし同年11月に行われた2021 FIFAアラブカップでは、大会初優勝を果たしている。

## 成績

### FIFAワールドカップ
| 開催国 / 年 | 成績               | 試       | 勝       | 分       | 負       | 得       | 失       |
| ----------- | ------------------ | -------- | -------- | -------- | -------- | -------- | -------- |
| 1962        | 不参加             | 不参加   | 不参加   | 不参加   | 不参加   | 不参加   | 不参加   |
| 1966        | 棄権               | 棄権     | 棄権     | 棄権     | 棄権     | 棄権     | 棄権     |
| 1970        | 予選敗退           | 予選敗退 | 予選敗退 | 予選敗退 | 予選敗退 | 予選敗退 | 予選敗退 |
| 1974        | 予選敗退           | 予選敗退 | 予選敗退 | 予選敗退 | 予選敗退 | 予選敗退 | 予選敗退 |
| 1978        | 予選敗退           | 予選敗退 | 予選敗退 | 予選敗退 | 予選敗退 | 予選敗退 | 予選敗退 |
| 1982        | 1次リーグ敗退      | 3        | 2        | 0        | 1        | 5        | 5        |
| 1986        | グループリーグ敗退 | 3        | 0        | 1        | 2        | 1        | 5        |
| 1990        | 予選敗退           | 予選敗退 | 予選敗退 | 予選敗退 | 予選敗退 | 予選敗退 | 予選敗退 |
| 1994        | 予選敗退           | 予選敗退 | 予選敗退 | 予選敗退 | 予選敗退 | 予選敗退 | 予選敗退 |
| 1998        | 予選敗退           | 予選敗退 | 予選敗退 | 予選敗退 | 予選敗退 | 予選敗退 | 予選敗退 |
| 2002        | 予選敗退           | 予選敗退 | 予選敗退 | 予選敗退 | 予選敗退 | 予選敗退 | 予選敗退 |
| 2006        | 予選敗退           | 予選敗退 | 予選敗退 | 予選敗退 | 予選敗退 | 予選敗退 | 予選敗退 |
| 2010        | グループリーグ敗退 | 3        | 0        | 1        | 2        | 0        | 2        |
| 2014        | ベスト16           | 4        | 1        | 1        | 2        | 7        | 7        |
| 2018        | 予選敗退           | 予選敗退 | 予選敗退 | 予選敗退 | 予選敗退 | 予選敗退 | 予選敗退 |
| 2022        | 予選敗退           | 予選敗退 | 予選敗退 | 予選敗退 | 予選敗退 | 予選敗退 | 予選敗退 |
| 合計        | 出場4回            | 10       | 3        | 3        | 7        | 13       | 17       |

### アフリカネイションズカップ
| 開催国 / 年 | 成績               | 試       | 勝       | 分       | 負       | 得       | 失       |
| ----------- | ------------------ | -------- | -------- | -------- | -------- | -------- | -------- |
| 1957        | 不参加             | 不参加   | 不参加   | 不参加   | 不参加   | 不参加   | 不参加   |
| 1959        | 不参加             | 不参加   | 不参加   | 不参加   | 不参加   | 不参加   | 不参加   |
| 1962        | 不参加             | 不参加   | 不参加   | 不参加   | 不参加   | 不参加   | 不参加   |
| 1963        | 不参加             | 不参加   | 不参加   | 不参加   | 不参加   | 不参加   | 不参加   |
| 1965        | 不参加             | 不参加   | 不参加   | 不参加   | 不参加   | 不参加   | 不参加   |
| 1968        | グループリーグ敗退 | 3        | 1        | 0        | 2        | 5        | 6        |
| 1970        | 不参加             | 不参加   | 不参加   | 不参加   | 不参加   | 不参加   | 不参加   |
| 1972        | 不参加             | 不参加   | 不参加   | 不参加   | 不参加   | 不参加   | 不参加   |
| 1974        | 不参加             | 不参加   | 不参加   | 不参加   | 不参加   | 不参加   | 不参加   |
| 1976        | 不参加             | 不参加   | 不参加   | 不参加   | 不参加   | 不参加   | 不参加   |
| 1978        | 不参加             | 不参加   | 不参加   | 不参加   | 不参加   | 不参加   | 不参加   |
| 1980        | 準優勝             | 5        | 2        | 2        | 1        | 6        | 7        |
| 1982        | 4位                | 5        | 2        | 1        | 2        | 5        | 6        |
| 1984        | 3位                | 5        | 3        | 2        | 0        | 8        | 1        |
| 1986        | グループリーグ敗退 | 3        | 0        | 2        | 1        | 2        | 3        |
| 1988        | 3位                | 5        | 1        | 3        | 1        | 4        | 4        |
| 1990        | 優勝               | 5        | 1        | 3        | 1        | 4        | 4        |
| 1992        | グループリーグ敗退 | 2        | 0        | 1        | 1        | 1        | 4        |
| 1994        | 失格               | 失格     | 失格     | 失格     | 失格     | 失格     | 失格     |
| 1996        | ベスト8            | 4        | 2        | 1        | 1        | 5        | 3        |
| 1998        | グループリーグ敗退 | 3        | 0        | 0        | 3        | 2        | 5        |
| 2000        | ベスト8            | 4        | 1        | 2        | 1        | 5        | 4        |
| 2002        | グループリーグ敗退 | 3        | 0        | 1        | 2        | 2        | 5        |
| 2004        | ベスト8            | 4        | 1        | 1        | 2        | 5        | 7        |
| 2006        | 予選敗退           | 予選敗退 | 予選敗退 | 予選敗退 | 予選敗退 | 予選敗退 | 予選敗退 |
| 2008        | 予選敗退           | 予選敗退 | 予選敗退 | 予選敗退 | 予選敗退 | 予選敗退 | 予選敗退 |
| 2010        | 4位                | 6        | 2        | 1        | 3        | 4        | 10       |
| 2012        | 予選敗退           | 予選敗退 | 予選敗退 | 予選敗退 | 予選敗退 | 予選敗退 | 予選敗退 |
| 2013        | グループリーグ敗退 | 3        | 0        | 1        | 2        | 2        | 5        |
| 2015        | ベスト8            | 4        | 2        | 0        | 2        | 6        | 5        |
| 2017        | グループリーグ敗退 | 3        | 0        | 2        | 1        | 5        | 6        |
| 2019        | 優勝               | 7        | 7        | 0        | 0        | 13       | 2        |
| 2021        | グループリーグ敗退 | 3        | 0        | 1        | 2        | 1        | 4        |
| 2023        | グループリーグ敗退 | 3        | 0        | 2        | 1        | 3        | 4        |
| 合計        | 出場20回/優勝2回   | 77       | 29       | 22       | 26       | 95       | 88       |

### FIFAアラブカップ
| 開催国 / 年 | 成績               | 試     | 勝     | 分     | 負     | 得     | 失     |
| ----------- | ------------------ | ------ | ------ | ------ | ------ | ------ | ------ |
| 1963        | 不参加             | 不参加 | 不参加 | 不参加 | 不参加 | 不参加 | 不参加 |
| 1964        | 不参加             | 不参加 | 不参加 | 不参加 | 不参加 | 不参加 | 不参加 |
| 1966        | 不参加             | 不参加 | 不参加 | 不参加 | 不参加 | 不参加 | 不参加 |
| 1985        | 不参加             | 不参加 | 不参加 | 不参加 | 不参加 | 不参加 | 不参加 |
| 1988        | グループリーグ敗退 | 4      | 1      | 2      | 1      | 3      | 3      |
| 1998        | グループリーグ敗退 | 2      | 0      | 1      | 1      | 0      | 3      |
| 2002        | 不参加             | 不参加 | 不参加 | 不参加 | 不参加 | 不参加 | 不参加 |
| 2012        | 不参加             | 不参加 | 不参加 | 不参加 | 不参加 | 不参加 | 不参加 |
| 2021        | 優勝               | 6      | 5      | 1      | 0      | 13     | 4      |
| 合計        | 出場3回/優勝1回    | 12     | 6      | 4      | 2      | 16     | 10     |

## 歴代監督
- ラバー・サーダヌ 1981-1982, 1985-1986, 1999, 2003-2004, 2007-2010
- ラバー・マジェール 1993–1995, 1999, 2001–2002
- ラフダル・ベルミ 2004–2005
- ヴァイッド・ハリルホジッチ 2011-2014
- クリスティアン・グルキュフ 2014-2016
- ミロヴァン・ライェヴァツ 2016
- ジョルジュ・レーケンス 2016-2017
- ルーカス・アルカラス 2017
- ラバー・マジェール 2017-2018
- ジャメル・ベルマディ 2018-2024
- ヴラディミル・ペトコヴィッチ 2024-

## 歴代選手
| - ライス・エンボリ - ファウジ・シャウシ | - ナディル・ベルハジ - アンター・ヤヒア - マジド・ブゲラ | - ラフダル・ベルミ - ムサ・サイブ - サリム・アラシェ - ヤジド・マンスーリ - カリム・ジアニ - ムラド・メグニ - メディ・ラセン - アムール・ブアッザ - ブライム・アムダニ - サフィル・タイデル - ナビル・ベンタレブ - ラシド・ゲザル - イスマエル・ベナセル | - イスラム・スリマニ - リヤド・マフレズ - ラバー・マジェール - カリム・マトムール - カメル・ギラス - ジャメル・ジダン - アブデルカデル・ゲザル |